# Бечкович, Матия
Матия Бечкович (серб. Матија Бећковић; род. 29 ноября 1939 года, Сента) — сербский поэт. Академик Сербской академии наук и искусств.
Окончил философский факультет Белградского университета. Член-корреспондент Сербской академии наук и искусств с 1983 года, действительный член — с 1991 года. В 1988—1992 годах — председатель Союза писателей Сербии. Переводил русскую поэзию (Вознесенский).
Автор современной переработки классической поэмы «Горный венец» Петара Петровича Негоша — основателя сербской и черногорской литературы Нового времени. Вслед за Негошем Бечкович воскрешает фольколорные сказовые традиции сербско-черногорской словесности.

## Награды и премии
- Премия им. Милана Ракича (1971),
- Премия им. Змая (1988),
- Премия фонда Вука Караджича (1997),
- Премия им. Негоша (1998),
- Премия им. Десанки Максимович (1998),
- Премия им. Радое Домановича (2006),
- Литературный венец Козары (2008),
- Золотая медаль XV Международного славянского литературного форума «Золотой Витязь» имени А. С. Пушкина «За выдающийся вклад в литературу» (2024)[1].

## Поэмы, поэтические сборники
- Вера Павладољска (Вера Павлодольская, 1962);
- Метак луталица (Шальная пуля, 1963);
- Тако је говорио Матија (Так говорил Матия, 1965);
- О међувремену (О межвременье, 1969);
- Че — трагедија која траје (Че — трагедия, которой нет конца, 1970, вместе с Д. Радовичем);
- Рече ми један чоек (Сказал мне один человек, 1970);
- Међа Вука Манитога (Межа Бешеного Волка, 1976);
- Леле и куку (Увы и ах, 1978);
- Два света (Два мира, 1980);
- Кажа (Сказ, 1988);
- Ћераћемо се још (Мы ещё погоняем друг друга, 1996);
- Ово и оно (То и это, 1999);
- Кад будем млађи (Когда я буду моложе, 2007).

## Важнейшие собрания поэтических произведений
- Богојављење (Богоявление, 1985);
- Поеме (Поэмы, 1986);
- Изабране песме и поеме (Избранные стихотворения и поэмы, 1990);
- Сабране песме (Собрание стихотворений, 1-6, 1990);
- Од — до (От — до, 1999);
- Трећа рука (Третья рука, 2002);
- Сабране песме (Собрание стихотворений, 1-9, 2003);
- Хлеба и језика (Хлеба и языка, 1-3, 2007),
- Пут којег нема (Путь, которого нет, 2009);
- Антологија Бећковић (Антология Бечкович, 2009).

## Эссе
- Служба Светом Сави (Служение святому Савве, 1988),
- Косово — најскупља српска реч (Косово — самое дорогое сербское слово, 1989),
- Служба (Служение, 1990),
- Послушања (Послушания, 2000),
- О међувремену и још понечему (О межвременье и ещё кое о чём, 2002),
- Беседе (Беседы, 2006),
- Човек без граница (Человек без границ, 2006).

## Интервью
- Мој претпостављени је Гете (Мой начальник — Гёте, 1990),
- Овако говори Матија (Так говорит Матия, 1990),
- Матија: стари и нови разговор (Матия: старый и новый разговор, 1998).

## Публикации на русском языке
- Вера Павладольская (2003);
- Кад дођеш у било који град. Когда приедешь в какой-нибудь город [Парал. текст] (2003);
- Вера Павладољска. Вера Павлодольская: [Поэмы и стихотворения; парал. текст] (2012);
- Новый экватор // Антология сербской поэзии** (2004);
- Че — трагедија која траје. Че: Трагедия, которой нет конца // Руско-српски круг. Русско-сербский круг. 2010/2011(2010).